# Popovita
La popovita és un mineral de la classe dels fosfats. Rep el nom en honor als mineralogistes russos Vladimir Anatol'evich Popov (n. 1941) i Valentina Ivanovna Popova (n. 1941), un equip d'investigació de marit i dona que treballa a l'Institut de Mineralogia de la Branca dels Urals de l'Acadèmia de Ciències de Rússia.

## Característiques
La popovita és un arsenat de fórmula química Cu₅O₂(AsO₄)₂. Va ser aprovada com a espècie vàlida per l'Associació Mineralògica Internacional l'any 2013. Cristal·litza en el sistema triclínic. La seva duresa a l'escala de Mohs és 3,5.
L'exemplar que va servir per a determinar l'espècie, el que es coneix com a material tipus, es troba conservat a les col·leccions del Museu Mineralògic Fersmann, de l'Acadèmia de Ciències de Rússia, a Moscou (Rússia), amb el número de registre: 4390/1.

## Formació i jaciments
Va ser descoberta a la fumarola Arsenàtnaia, situada al segon con d'escòria de l'avanç nord de la Gran erupció fissural del volcà Tolbàtxik (Krai de Kamtxatka, Rússia), on es troba en forma de cristalls prismàtics o tabulars i com a grans de fins a 0,2 mm de mida, que poden estar agrupats; també se'n troba com a crostes sobre escòries de basalt o com incrustacions en aftitalita. Aquest indret és l'únic a tot el planeta on ha estat descrita aquesta espècie mineral.